# Вишгородське джерело
Ви́шгородське джерело́ — гідрологічна пам'ятка природи місцевого значення в Україні. Розташований у межах Кременецького району Тернопільської області, в центрі села Вишгородок, неподалік автошляху «Тернопіль-Ланівці». У народі має назву як «Мурована криниця».
Площа 0,02 га. Статус присвоєно згідно з рішенням сесії обласної ради від 15 жовтня 2015 року № 1398. Перебуває у віданні: Вишгородоцька сільська рада. 
Статус присвоєно для збереження потужного джерела, вода якого чиста, прохолодна, має добрі смакові якості.

## Історія
Ось одна із легенд виникнення джерела. Коли монголи рушили на Галицько-Волинське князівство і захопили  Вигошів, їх застала зима. Тому воїни розселилися в оселях вигошевців. Перед Пасхою прийшов наказ хана знищити місцевих жителів. Всім мешканцям наказали на Пасху йти до церкви. Там їх по-звірячому вбили. Лишилась тільки одна велика сім'я, в якій проживав зиму чужоземець. Він пошкодував сім’ю в якій жив, сказавши, щоб вони не йшли до церкви, а заховались. Так вони залишились живими і продовжили рід Вигошева. Але земля не могла витримати крові і сліз вбитих людей і на 40-й день після їх смерті пробились джерела біля підніжжя церкви Різдва Пресвятої Богородиці та старої церкви, яку ми тепер називаємо «Мурована криниця».

## Галерея

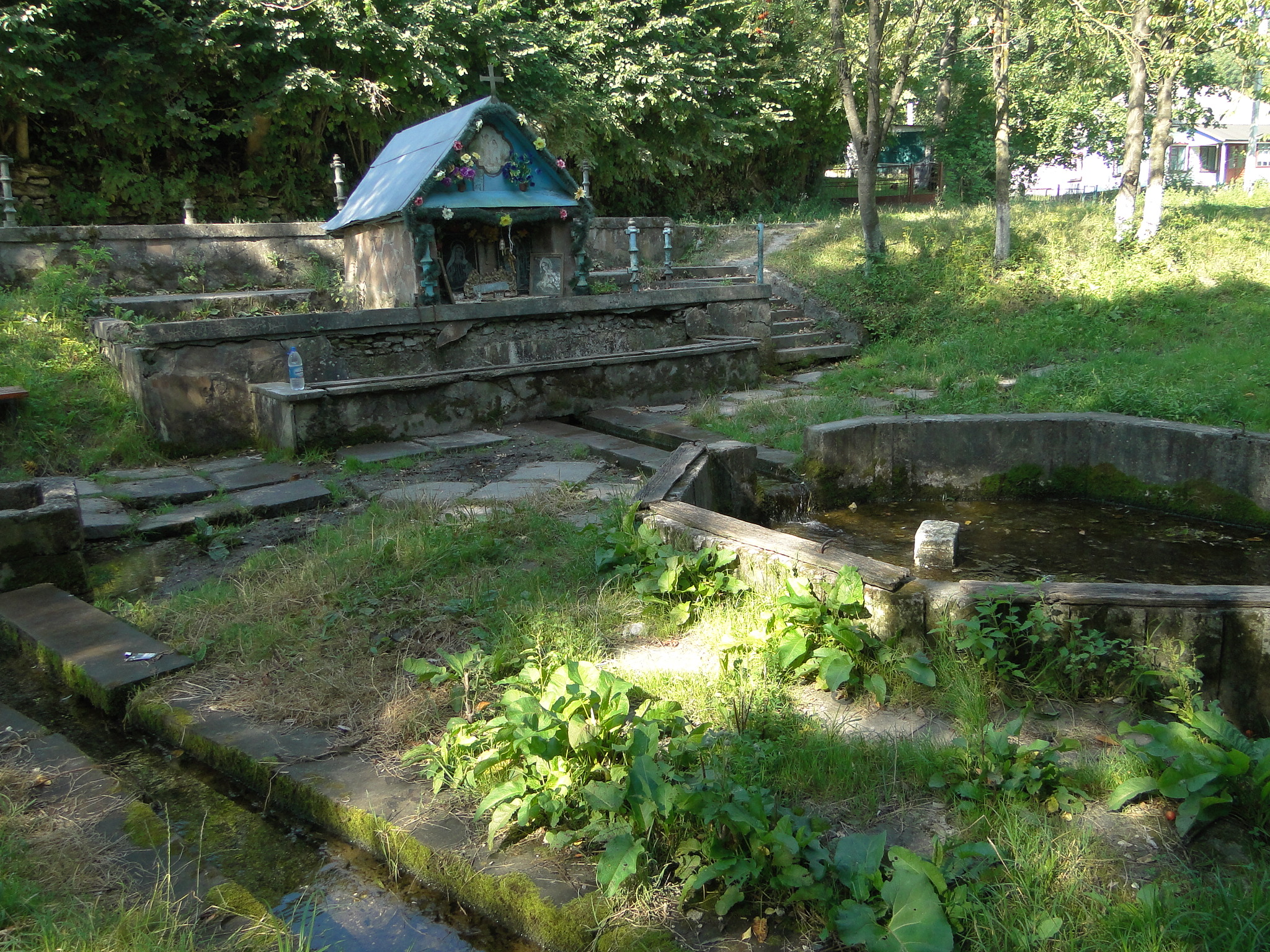
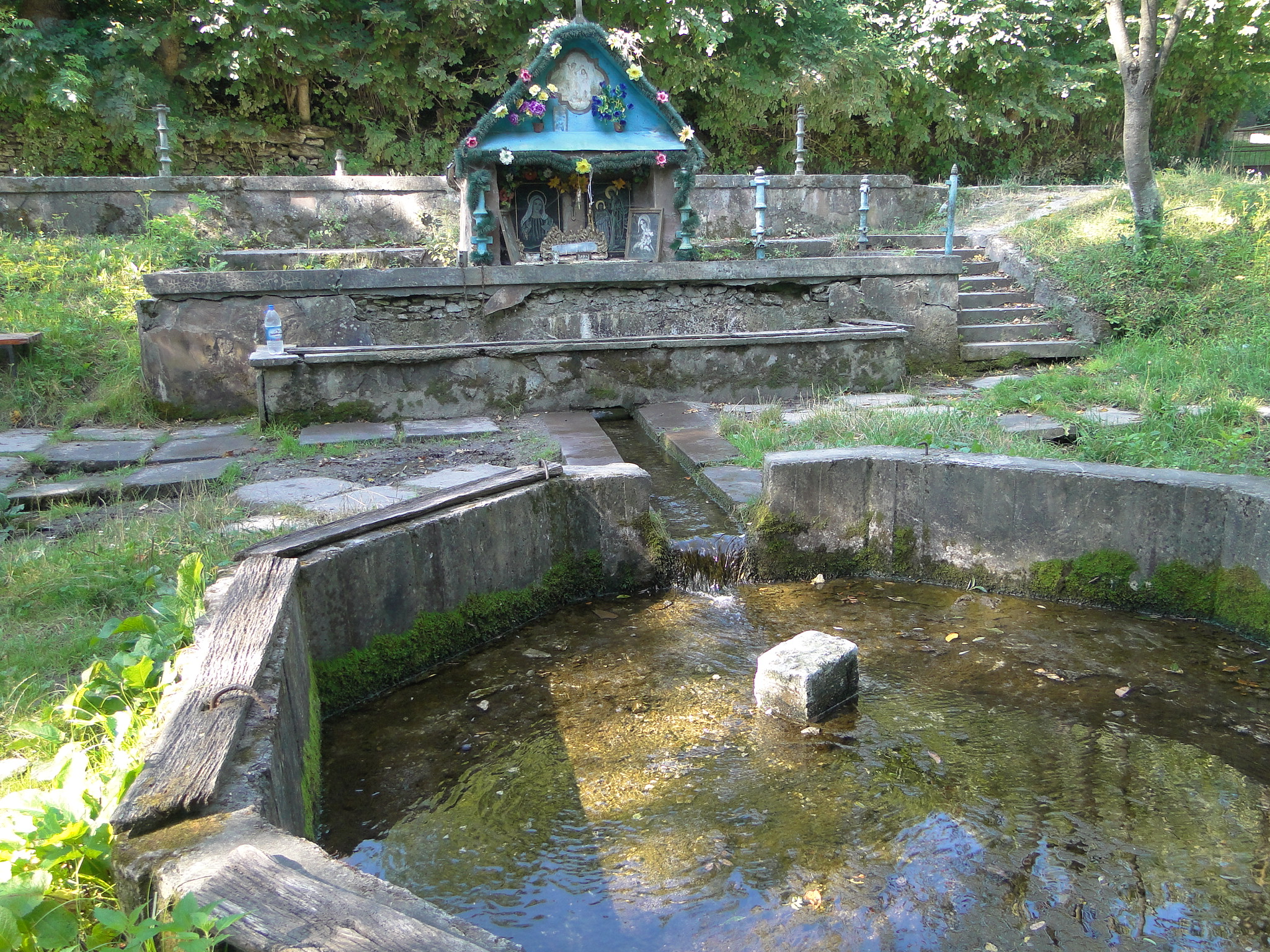
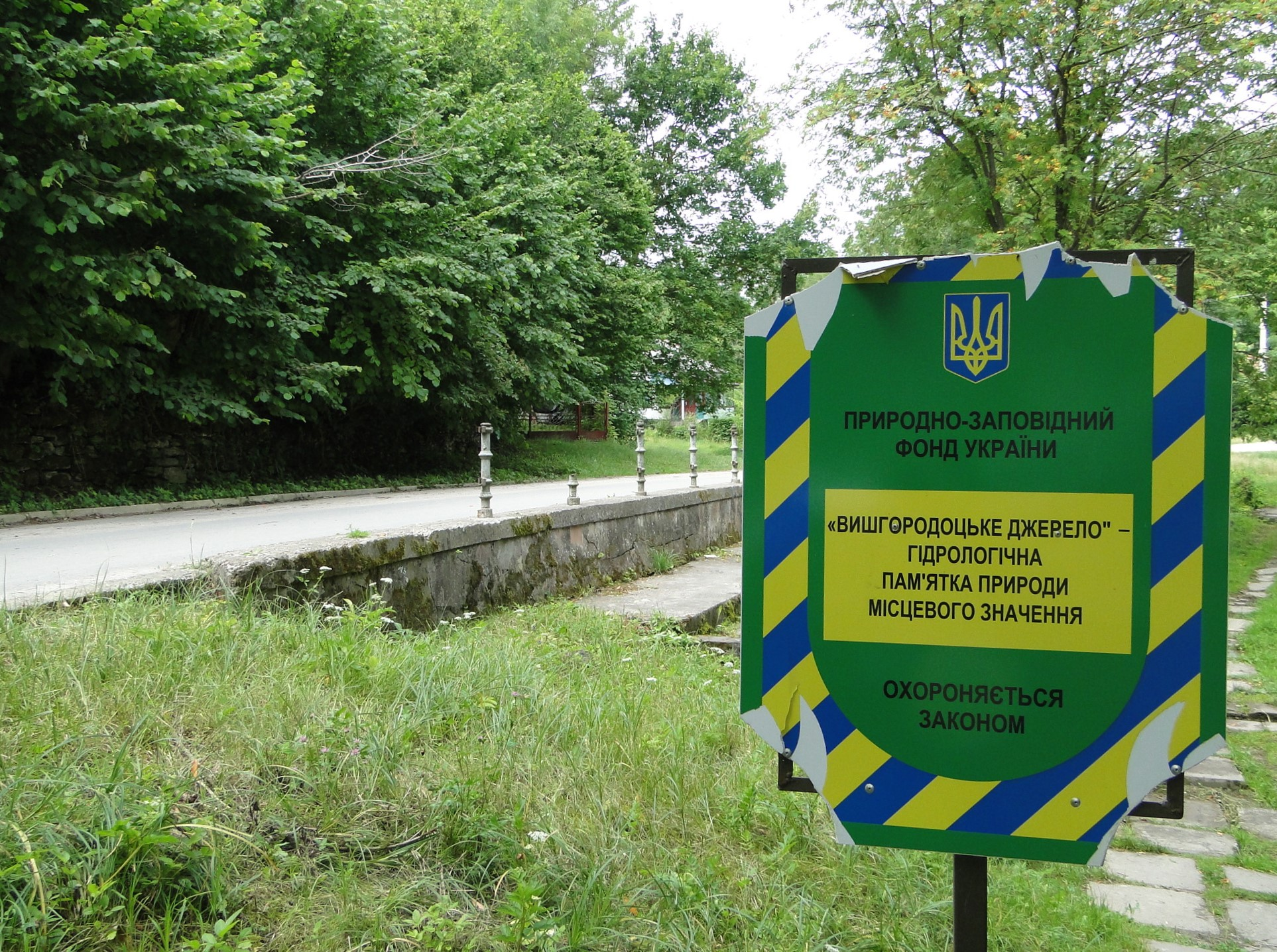